# ハンバーグマのグーグー
ハンバーグマのグーグーは、静岡県西部を中心に活躍するご当地ゆるキャラ。ハンバーグの妖精で、あわてたり、興奮するとボディから肉汁の汗があふれ出る。「食べよう!!ハンバーグの会」の会長。

## 概要
2008年12月に結成された、静岡県袋井市・磐田市を中心としたハンバーグによるまちおこしプロジェクト「食べよう!!ハンバーグの会」。その会長を務めるのがハンバーグマのグーグー。
オンリーワンの価値観を持つ、新しいスタイルのハンバーグを「進化系ハンバーグ」と定義付け、グーグー会長が個性あふれるハンバーグをプロデュースしている。
静岡県内だけではなく、全てのハンバーグを応援するため、全国のイベントに積極的に参加している。

## プロフィール
- 生息地：静岡県袋井市・磐田市
- 職業：食べよう!! ハンバーグの会の会長
- 性別：メンズ
- 誕生日：9月9日
- 年齢：いつもできたて
- 性格：温厚、元気、でも殺(ヤ)るときは殺(ヤ)る！
- 種族：ハンバーグの妖精。
- 身長：ハンバーグひとつ分（見るものの空腹感によって変動あり）
- 体重：ハンバーグひとつ分（見るものの空腹感によって変動あり）
- ポーズ：基本姿勢は縁起の良いバンザイポーズ。
- 口：「A」。ゆるキャラ界のエースという意味や、富士山をイメージしている。
- 汗：興奮したり、あわてると肉汁の汗があふれ出る。。
- タイツ：タイツの色は基本デミグラスソースの色。タイツの色で和風おろしやカレーなど味が変わる。模様は燃える情熱をイメージしている。
- 特技：ハンバーグに変身。
- 名前：「ハンバーグマ」は文字通り、ハンバーグとクマのダジャレ。「HAMBURG」＋「UMA」でハンバーグうまッ(美味しい)！であり、ハンバーグのUMA(未確認生物)でもある。「グーグー」には、お腹が鳴る音、「good!good!」、具だくさん、という意味がある。
- アイテム：基本アイテムはプロレスのタイツとリングシューズ。イベントでは時々オリジナルマスクと目玉焼きマントを羽織った覆面レスラーで登場する。エビフライを持つとエビフライキャッチをする。グーグー愛用のポシェットはファンからの手作りプレゼント。

## 仕事
「食べよう!!ハンバーグの会」のマスコットキャラクター兼、会長。
静岡県内はもちろん、全国の昔ながらの「王道系ハンバーグ」からオンリーワンの「進化系ハンバーグ」まで幅広くPRしている。
- プロデュース：個性あふれる「進化系ハンバーグ」をプロデュース。

「静岡おでんバーグ」「袋井クラウンメロンバーグ」「浜松ホルモンバーグ」「磐（バン）バーグ」「三ケ日みかんバーグ」「浜名湖ボンゴレバーグ」「冷やしハンバーグ」「イノシシバーグ」「フライド飯（はん）バーグ」「ベビースターバーグ」
- 監修商品：
  - 「ハンバーグマのグーグー弁当」2011年3月8日〜3月21日サークルKサンクス静岡県内330店舗で販売。
  - 「ハンバーグマのグーグー チーズハンバーグ巻きおにぎり」2011年7月28日〜8月24日サークルKサンクス静岡県内330店舗で販売。
  - 「ハンバーグマのグーグーおにぎりセット」2011年8月2日〜8月29日サークルKサンクス静岡県内330店舗で販売。

- イベント：ゆるキャラ・ご当地キャライベント・ロックフェス・コンサート・サッカーの応援などの、県内外のイベントにアグレッシヴに参加している。

## 仲間
- 黒ハンバーグマのブラッグー
- ベビーグーグー
- メンチータのジューサク
- フェニックジルのニッキー

## グッズ
悪い意味での「ゆるさ」を完全撤廃したグッズ。ソフビ・食品サンプルのようなフィギュアなど他では見られないクオリティーの高さが話題になっている。

## 出演

### 劇場アニメ
- 映画 魔法つかいプリキュア! 奇跡の変身!キュアモフルン!（2016年10月29日）[1]